# Female
Female è un film del 1933 diretto da Michael Curtiz. Al film contribuirono, non accreditati, William Dieterle e William A. Wellman.

## Produzione
Il film fu prodotto dalla A First National-Vitaphone Picture.
Venne girato per gli esterni della casa a Ennis House, 2655 Glendower Avenue, Los Feliz, un quartiere di Los Angeles.

## Distribuzione
Distribuito dalla Warner Bros., il film uscì nelle sale cinematografiche USA l'11 novembre 1933.